# Dankowice (powiat wrocławski)
Dankowice (niem. Dankwitz) – wieś w Polsce położona w województwie dolnośląskim, w powiecie wrocławskim, w gminie Jordanów Śląski.

## Podział administracyjny
W latach 1975–1998 miejscowość należała administracyjnie do województwa wrocławskiego.

## Demografia
Według Narodowego Spisu Powszechnego (III 2011 r.) liczyły 244 mieszkańców. Są trzecią co do wielkości miejscowością gminy Jordanów Śląski.

## Zabytki
Do wojewódzkiego rejestru zabytków wpisane są:
- Dwór w Dankowicach, z początku XVIII w.

## Położenie
Dankowice położone są w południowej części Równiny Wrocławskiej